# La Lutte des classes (Aron)
Pour les articles homonymes, voir Lutte des classes (homonymie).
La Lutte des classes (Nouvelles leçons sur les sociétés industrielles) est une œuvre de Raymond Aron, publiée en 1964.